# Білібіно
Білі́біно — місто (з 1993) в Росії, адміністративний центр Білібінського району Чукотського автономного округу.
Населення 5,4 тис. чол. (2023).
Місто розташоване при злитті річок Каральвеєм та Великою Кепервеєм (басейн Колими), за 653 км від Анадира.
10 лютого 1956 року рішенням виконкому Східнотундрівського району містечко Каральваам було перейменовано на Білібіно, на честь першовідкривачів «Золотої Колими» — геолога Юрія Білібіна. Статус міста Білібіно отримав 28 червня 1993 року.
Видобуток золота, гірничо-збагачувальний комбінат.
Поруч з містом розташована Білібінська АЕС (відкрита в 1976) загальною електричною потужністю 48 МВт, що забезпечує місто електричною та тепловою енергією. В останні роки місто не обтяжує АЕС своїми потребами, оскільки його населення з 1989 року скоротилося майже в три рази, з 15,6 до 5,6 тис. жителів. За відносними темпами депопуляції за цей період Білібіно поступається лише ще одному місту Чукотського АО, Певеку.

## Соціальна сфера
- Середня загальноосвітня школа (два корпуси), два дитячих садки («Оленка» і «Казка»), дитяча школа мистецтв, дитячо-юнацька спортивна школа, Центр дитячої творчості, будинок культури.
- Філія державного освітнього закладу середньої професійної освіти «Санкт-Петербурзький промислово-економічний коледж», навчально-виробничий комплекс ПТУ-1.
- Центральна районна лікарня на 105 ліжок.
- Готель «Северянка», вузол зв'язку, широка мережа магазинів, бібліотека, краєзнавчий музей, плавальний басейн (відкритий в 2013 році), лазня, тренажерний зал. Є ательє з пошиття та ремонту одягу, фотосалони, кафе, ресторан.
- Згідно з Генеральним планом в Білібіно передбачається реконструкція будівлі колишнього кінотеатру «Іскра» під спортивний зал, будівництво критого спорткомплексу, а також регіонального центру санаторного лікування.

## Відомі люди, пов'язані з Білібіно
- Шувалов Ігор Іванович (народився 1967) — російський державний діяч, перший віце-прем'єр уряду Російської Федерації.

## Виноски
1. ↑  Архівована копія. Архів оригіналу за 5 жовтня 2008. Процитовано 23 жовтня 2008.{{cite web}}:  Обслуговування CS1: Сторінки з текстом «archived copy» як значення параметру title (посилання)